# Tabivere (gemeente)
Tabivere (Estisch: Tabivere vald) was een gemeente in de Estlandse provincie Jõgevamaa. De gemeente telde 2195 inwoners op 1 januari 2017 en had een oppervlakte van 200,6 km².
De landgemeente bestond uit 24 dorpen en één wat grotere nederzetting met de status van alevik (vlek): de hoofdplaats Tabivere.
In oktober 2017 werd de gemeente bij de gemeente Tartu vald gevoegd. Daarmee verhuisde ze van de provincie Jõgevamaa naar de provincie Tartumaa.

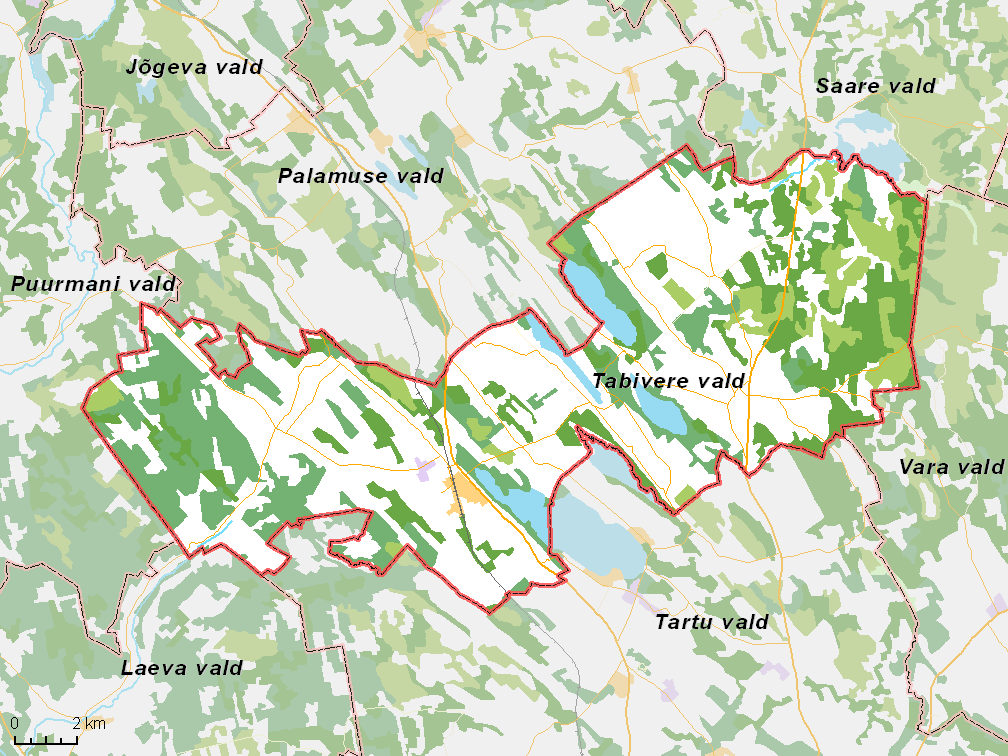
De gemeente met omliggende gemeenten, situatie begin 2017